# Minidvärgspindel
Minidvärgspindel (Glyphesis cottonae) är en spindelart som först beskrevs av La Touche 1946.  Minidvärgspindel ingår i släktet Glyphesis och familjen täckvävarspindlar. Arten är reproducerande i Sverige. Inga underarter finns listade i Catalogue of Life.